# Lőrinc Schlauch
Lőrinc Schlauch (né le 27 mars 1824 à Újarad en Hongrie, aujourd'hui Roumanie, et mort le 10 juillet 1902 à Nagyvárad) est un cardinal hongrois de la fin du XIXe siècle et début du XXe siècle. 

## Biographie
Schlauch est nommé évêque de Szatmár en 1873 et transféré à Nagyvárad (Oradea) en 1887. Le pape Léon XIII le crée cardinal lors du consistoire du  12 juin 1893.

### Sources
- Fiche du cardinal sur le site fiu.edu